# Hebesfenomegakorona
| Hebesfenomegakorona   | Hebesfenomegakorona               |
| --------------------- | --------------------------------- |
|                       |                                   |
| Vrsta                 | Johnsonovo telo J88-J89-J90       |
| Stranske ploskve      | 3x2+3x4 trikotnikov 1+2 kvadratov |
| Robovi                | 33                                |
| Oglišča               | 14                                |
| Dualni polieder       | -                                 |
| Konfiguracija oglišča | 4(32.42) 2+2x2(35) 4(34.4)        |
| Simetrijska grupa     | C2v                               |
| Lastnosti             | konveksna                         |
| mreža telesa          |                                   |

Hebesfenomegakorona je eno izmed Johnsonovih teles (J89). Je eno izmed osnovnih Johnsonovih teles, ki ga ne moremo dobiti s postopkom  "odreži in prilepi " (cut and paste), katerega od platonskih ali arhimedskih teles. Ima 21 stranskih ploskev. Od tega je 18 trikotnikov in 3 kvadrati. Ima 33 robov in 14 oglišč.
V letu 1966 je Norman Johnson (rojen 1930) imenoval in opisal 92 teles, ki jih sedaj imenujemo Johnsonova telesa.